# Searchlight
Searchlight és una concentració de població designada pel cens dels Estats Units a l'estat de Nevada. Segons el cens del 2000 tenia 576 habitants.

## Demografia
Segons el cens del 2000, Searchlight tenia 576 habitants, 315 habitatges, i 136 famílies La densitat de població era de 17,03 habitants per km².
Dels 315 habitatges en un 8,6% hi vivien nens de menys de 18 anys, en un 34,9% hi vivien parelles casades, en un 5,1% dones solteres, i en un 56,8% no eren unitats familiars. En el 48,3% dels habitatges hi vivien persones soles el 23,5% de les quals corresponia a persones de 65 anys o més que vivien soles. El nombre mitjà de persones vivint en cada habitatge era d'1,76 i el nombre mitjà de persones que vivien en cada família era de 2,46.
Per edats la població es repartia de la següent manera: un 10,1% tenia menys de 18 anys, un 3,0% entre 18 i 24, un 20,0% entre 25 i 44, un 35,8% de 45 a 64 i un 31,1% 65 anys o més.
L'edat mediana era de 54,6 anys. Per cada 100 dones hi havia 125,88 homes. Per cada 100 dones de 18 o més anys hi havia 131,25 homes.
La renda mediana per habitatge era de 24.407 $ i la renda mediana per família de 29.323 $. Els homes tenien una renda mediana de 26.563 $ mentre que les dones 27.868 $. La renda per capita de la població era de 19.606 $. Aproximadament el 0,0% de les famílies i el 14,6% de la població estaven per davall del llindar de pobresa.

## Poblacions més properes
El següent diagrama mostra les poblacions més properes.